# Huangnaihai (sockenhuvudort i Kina, Qinghai Sheng, lat 35,62, long 102,01)
Huangnaihai är en sockenhuvudort i Kina. Den ligger i provinsen Qinghai, i den nordvästra delen av landet, omkring 120 kilometer söder om provinshuvudstaden Xining. Antalet invånare är 3 152. Befolkningen består av 1 560 kvinnor och 1 592 män. Barn under 15 år utgör 24,0 %, vuxna 15-64 år 68 %, och äldre över 65 år 7,0 %.
Runt Huangnaihai är det ganska glesbefolkat, med 25 invånare per kvadratkilometer. Närmaste större samhälle är Bao'an, 5,8 km öster om Huangnaihai. Trakten runt Huangnaihai består i huvudsak av gräsmarker.
Genomsnittlig årsnederbörd är 574 millimeter. Den regnigaste månaden är juli, med i genomsnitt 144 mm nederbörd, och den torraste är december, med 2 mm nederbörd.